# دروغ (فیلم ۱۹۱۴)
«دروغ» (انگلیسی: The Lie) یک فیلم به کارگردانی آلن دوان است که در سال ۱۹۱۴ منتشر شد. از بازیگران آن می‌توان به پالین بوش، لان چینی، و جیمز نیل اشاره کرد.